# Rogério Bigot
Rogério Bigod (ca. 1209 — 1270), o quarto conde de Norfolk, foi Marshal de Inglaterra.
Membro de uma família da pequena nobreza normanda, surge em 1245 como embaixador do rei e dos barões ingleses no Primeiro concílio de Lyon, onde combateu as pretensões do papa ao título de soberano de Inglaterra. Foi um dos que obrigaram Henrique II a confirmar a Magna Carta.